# Boldizsár Horvát

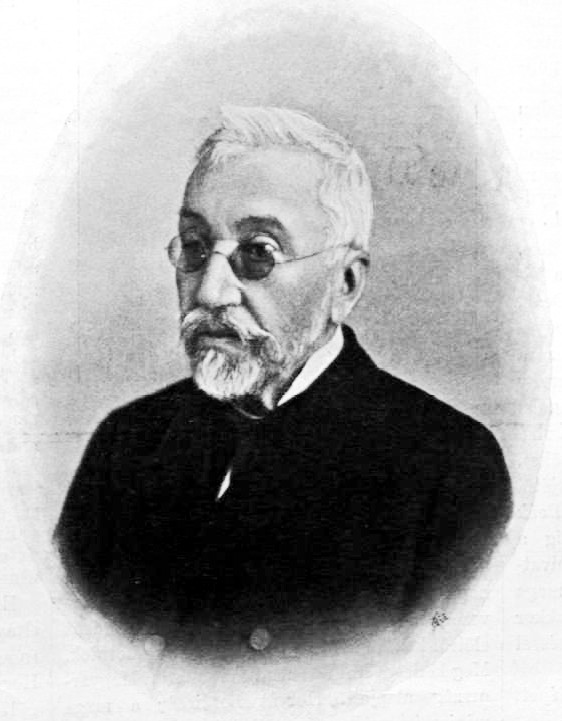
Boldizsár Horvát.

Boldizsár Horvát, född 1 januari 1822 i Szombathely, Kungariket Ungern, Kejsardömet Österrike, död 28 oktober 1898 i Budapest, var en ungersk jurist och politiker. 
Horvát var advokat i sin födelsestad då han 1848 invaldes i ungerska riksdagen. Där anslöt han sig till ungerska oavhängighetspartiet i dess kamp mot Österrike. Han ställdes därför efter frihetskrigets slut inför krigsrätt och dömdes till fängelse, men fick 1850 amnesti och återtog sin sakförarverksamhet. År 1863 blev han en av direktörerna för den första ungerska hypoteksbanken. 
Horvát var avgjord anhängare av Ferenc Deáks politiska system och inkallades i februari 1867 i den ungerska ministären som justitieminister och genomförde som sådan en rad av viktiga reformer i rättsväsendet och lagstiftningen. Han avskaffade kroppsstraffen och genomdrev lagar som ordnade förhållandet mellan jordägarna samt deras underhavande och lantbönder. Han utträdde ur ministären den 16 maj 1871, men hade även därefter en viktig roll inom parlamentet.